# The Lazy Song
The Lazy Song is een nummer van de Amerikaanse zanger Bruno Mars van zijn debuutalbum Doo-Wops & Hooligans, dat in 2010 uitkwam. Het nummer was op 15 februari 2011 voor het eerst te horen op de Amerikaanse radiostations en is de derde single van het album, uitgegeven door Atlantic Records en Elektra Records. 

## Achtergrondinformatie
De productie van het nummer begon toen Bruno Mars, Philip Lawrence en Ari Levine in de studio rondhingen maar geen zin hadden om iets te doen. Mars heeft "The Lazy Song" geschreven samen met zanger K'naan en zijn productieteam The Smeezingtons, dat ook het nummer heeft geproduceerd. 
"The Lazy Song" behaalde de vierde plek in de Billboard Hot 100, terwijl het in Denemarken de nummer-1 positie haalde en in veel Europese landen de top-5 haalde. Wereldwijd gezien is het nummer één van de best verkochte muziekdownloads van 2011.

## Videoclip
De bijhorende videoclip is geregisseerd door Cameron Duddy en Mars en verscheen op 15 april 2011. In de videoclip is Mars te zien samen met vijf  apen in ondergoed waarbij ze aan het chillen zijn.

## Tracklijst
| Nr. | Titel                        | Duur |
| --- | ---------------------------- | ---- |
| 1.  | The Lazy Song (singleversie) | 3:08 |

| Nr. | Titel                         | Duur |
| --- | ----------------------------- | ---- |
| 1.  | The Lazy Song (singleversie)  | 3:08 |
| 2.  | Grenade (The Hooligans remix) | 3:30 |

## Hitnoteringen

### Nederlandse Top 40
| Hitnotering: 02-04-2011 t/m 13-08-2011 | Hitnotering: 02-04-2011 t/m 13-08-2011 | Hitnotering: 02-04-2011 t/m 13-08-2011 | Hitnotering: 02-04-2011 t/m 13-08-2011 | Hitnotering: 02-04-2011 t/m 13-08-2011 | Hitnotering: 02-04-2011 t/m 13-08-2011 | Hitnotering: 02-04-2011 t/m 13-08-2011 | Hitnotering: 02-04-2011 t/m 13-08-2011 | Hitnotering: 02-04-2011 t/m 13-08-2011 | Hitnotering: 02-04-2011 t/m 13-08-2011 | Hitnotering: 02-04-2011 t/m 13-08-2011 | Hitnotering: 02-04-2011 t/m 13-08-2011 | Hitnotering: 02-04-2011 t/m 13-08-2011 | Hitnotering: 02-04-2011 t/m 13-08-2011 | Hitnotering: 02-04-2011 t/m 13-08-2011 | Hitnotering: 02-04-2011 t/m 13-08-2011 | Hitnotering: 02-04-2011 t/m 13-08-2011 | Hitnotering: 02-04-2011 t/m 13-08-2011 | Hitnotering: 02-04-2011 t/m 13-08-2011 | Hitnotering: 02-04-2011 t/m 13-08-2011 | Hitnotering: 02-04-2011 t/m 13-08-2011 | Hitnotering: 02-04-2011 t/m 13-08-2011 |
| Week:                                  | 1                                      | 2                                      | 3                                      | 4                                      | 5                                      | 6                                      | 7                                      | 8                                      | 9                                      | 10                                     | 11                                     | 12                                     | 13                                     | 14                                     | 15                                     | 16                                     | 17                                     | 18                                     | 19                                     | 20                                     |                                        |
| -------------------------------------- | -------------------------------------- | -------------------------------------- | -------------------------------------- | -------------------------------------- | -------------------------------------- | -------------------------------------- | -------------------------------------- | -------------------------------------- | -------------------------------------- | -------------------------------------- | -------------------------------------- | -------------------------------------- | -------------------------------------- | -------------------------------------- | -------------------------------------- | -------------------------------------- | -------------------------------------- | -------------------------------------- | -------------------------------------- | -------------------------------------- | -------------------------------------- |
| Positie:                               | 26                                     | 17                                     | 14                                     | 13                                     | 9                                      | 6                                      | 5                                      | 4                                      | 6                                      | 7                                      | 8                                      | 11                                     | 13                                     | 15                                     | 17                                     | 18                                     | 22                                     | 29                                     | 36                                     | 40                                     | uit                                    |

### NederlandseSingle Top 100
| Hitnotering: 26-03-2011 t/m 05-11-2011 | Hitnotering: 26-03-2011 t/m 05-11-2011 | Hitnotering: 26-03-2011 t/m 05-11-2011 | Hitnotering: 26-03-2011 t/m 05-11-2011 | Hitnotering: 26-03-2011 t/m 05-11-2011 | Hitnotering: 26-03-2011 t/m 05-11-2011 | Hitnotering: 26-03-2011 t/m 05-11-2011 | Hitnotering: 26-03-2011 t/m 05-11-2011 | Hitnotering: 26-03-2011 t/m 05-11-2011 | Hitnotering: 26-03-2011 t/m 05-11-2011 | Hitnotering: 26-03-2011 t/m 05-11-2011 | Hitnotering: 26-03-2011 t/m 05-11-2011 | Hitnotering: 26-03-2011 t/m 05-11-2011 | Hitnotering: 26-03-2011 t/m 05-11-2011 | Hitnotering: 26-03-2011 t/m 05-11-2011 | Hitnotering: 26-03-2011 t/m 05-11-2011 | Hitnotering: 26-03-2011 t/m 05-11-2011 | Hitnotering: 26-03-2011 t/m 05-11-2011 |
| Week:                                  | 1                                      | 2                                      | 3                                      | 4                                      | 5                                      | 6                                      | 7                                      | 8                                      | 9                                      | 10                                     | 11                                     | 12                                     | 13                                     | 14                                     | 15                                     | 16                                     | 17                                     |
| -------------------------------------- | -------------------------------------- | -------------------------------------- | -------------------------------------- | -------------------------------------- | -------------------------------------- | -------------------------------------- | -------------------------------------- | -------------------------------------- | -------------------------------------- | -------------------------------------- | -------------------------------------- | -------------------------------------- | -------------------------------------- | -------------------------------------- | -------------------------------------- | -------------------------------------- | -------------------------------------- |
| Positie:                               | 38                                     | 23                                     | 30                                     | 25                                     | 18                                     | 12                                     | 13                                     | 17                                     | 11                                     | 14                                     | 11                                     | 12                                     | 18                                     | 18                                     | 16                                     | 14                                     | 14                                     |
| Week:                                  | 18                                     | 19                                     | 20                                     | 21                                     | 22                                     | 23                                     | 24                                     | 25                                     | 26                                     | 27                                     | 28                                     | 29                                     | 30                                     | 31                                     | 32                                     | 33                                     |                                        |
| Positie:                               | 16                                     | 22                                     | 26                                     | 23                                     | 37                                     | 45                                     | 57                                     | 50                                     | 48                                     | 49                                     | 65                                     | 66                                     | 65                                     | 60                                     | 69                                     | 95                                     | uit                                    |

### 3FM Mega Top 50
| Hitnotering: 26-03-2011 t/m 03-09-2011 | Hitnotering: 26-03-2011 t/m 03-09-2011 | Hitnotering: 26-03-2011 t/m 03-09-2011 | Hitnotering: 26-03-2011 t/m 03-09-2011 | Hitnotering: 26-03-2011 t/m 03-09-2011 | Hitnotering: 26-03-2011 t/m 03-09-2011 | Hitnotering: 26-03-2011 t/m 03-09-2011 | Hitnotering: 26-03-2011 t/m 03-09-2011 | Hitnotering: 26-03-2011 t/m 03-09-2011 | Hitnotering: 26-03-2011 t/m 03-09-2011 | Hitnotering: 26-03-2011 t/m 03-09-2011 | Hitnotering: 26-03-2011 t/m 03-09-2011 | Hitnotering: 26-03-2011 t/m 03-09-2011 | Hitnotering: 26-03-2011 t/m 03-09-2011 |
| Week:                                  | 1                                      | 2                                      | 3                                      | 4                                      | 5                                      | 6                                      | 7                                      | 8                                      | 9                                      | 10                                     | 11                                     | 12                                     | 13                                     |
| -------------------------------------- | -------------------------------------- | -------------------------------------- | -------------------------------------- | -------------------------------------- | -------------------------------------- | -------------------------------------- | -------------------------------------- | -------------------------------------- | -------------------------------------- | -------------------------------------- | -------------------------------------- | -------------------------------------- | -------------------------------------- |
| Positie:                               | 30                                     | 9                                      | 21                                     | 8                                      | 5                                      | 2                                      | 5                                      | 3                                      | 4                                      | 3                                      | 8                                      | 8                                      | 11                                     |
| Week:                                  | 14                                     | 15                                     | 16                                     | 17                                     | 18                                     | 19                                     | 20                                     | 21                                     | 22                                     | 23                                     | 24                                     |                                        |                                        |
| Positie:                               | 11                                     | 13                                     | 13                                     | 13                                     | 24                                     | 30                                     | 34                                     | 34                                     | 34                                     | 42                                     | 49                                     | uit                                    |                                        |

### NPO Radio 2 Top 2000
| Nummer met noteringen in de NPO Radio 2 Top 2000 | '11 | '12  | '13  | '14  |
| ------------------------------------------------ | --- | ---- | ---- | ---- |
| The Lazy Song                                    | 432 | 1227 | 1467 | 1953 |

1. ↑  Een vetgedrukt getal geeft de hoogste notering aan.
2. ↑  2011 was het eerste jaar met een notering voor dit nummer.
3. ↑  Deze tabel is bijgewerkt tot en met de laatste editie (2024).

## Releasedata
| Land                | Releasedatum     | Formaat        | Label             |
| ------------------- | ---------------- | -------------- | ----------------- |
| Verenigde Staten    | 15 februari 2011 | Radio          | Atlantic, Elektra |
| Nieuw-Zeeland       | 18 februari 2011 | Muziekdownload | Elektra           |
| Verenigd Koninkrijk | 9 mei 2011       | Cd-single      | Warner            |
| Duitsland           | 29 mei 2011      | Cd-single      | Warner            |